# Steve McKenna
Pour les articles homonymes, voir McKenna.
Steve McKenna (né le 21 août 1973 à Toronto en Ontario au Canada) est un joueur professionnel canadien de hockey sur glace devenu entraîneur.

## Carrière en club
McKenna a commencé à jouer au hockey en 1993-94 dans le championnat universitaire avec l'équipe de Merrimack College avant de faire ses débuts en tant que professionnel avec les Roadrunners de Phoenix dans la Ligue internationale de hockey en 1996. La même année, il fait ses premiers pas dans la Ligue nationale de hockey en jouant pour les Kings de Los Angeles (il joue au cours de neuf matchs).
McKenna restera quatre saisons avec les Kings avant d'être choisi par le Wild du Minnesota au cours du repêchage d'expansion de 2000 de la LNH. Il est choisi en tant que 37e choix et après une vingtaine de match sous les couleurs du Wild, il rejoint les Penguins de Pittsburgh en retour de Roman Simicek.
McKenna rejoindra les Rangers de New York pour la saison 2001-2002 avant de retourner pour deux saisons dans l'effectif des Penguins. Il est capitaine de l'équipe au cours d'un match le 10 janvier 2004 contre les Canadiens de Montréal.
Lors du lock-out 2004-2005, il rejoint l'Angleterre et son championnat en jouant pour l'équipe des Nottingham Panthers. Il jouera également dans le championnat d'Australie pour l'Avalanche d'Adelaide.
En 2005-06, il joue dans le championnat d'Italie de hockey sur glace. Il alla ensuite jouer dans le Championnat d'Asie de hockey sur glace.

## Statistiques
| Saison     | Équipe                           | Ligue                |     | Saison régulière | Saison régulière | Saison régulière | Saison régulière | Saison régulière |   | Séries éliminatoires | Séries éliminatoires | Séries éliminatoires | Séries éliminatoires | Séries éliminatoires |
| Saison     | Équipe                           | Ligue                | PJ  | B                | A                | Pts              | Pun              | PJ               | B | A                    | Pts                  | Pun                  |                      |                      |
| 1990-1991  | Outlaws du Central-Massachusetts | MBAHL                |     |                  |                  |                  |                  |                  |   |                      |                      |                      |                      |                      |
| 1991-1992  | Winterhawks de Cambridge         | OHA-B                | 48  | 21               | 23               | 44               | 173              | -                | - | -                    | -                    | -                    |                      |                      |
| 1992-1993  | Hounds de Notre Dame             | LHJS                 |     |                  |                  |                  |                  |                  |   |                      |                      |                      |                      |                      |
| 1993-1994  | Merrimack College Warriors       | NCAA                 | 37  | 1                | 2                | 3                | 74               | -                | - | -                    | -                    | -                    |                      |                      |
| 1994-1995  | Merrimack College                | NCAA                 | 37  | 1                | 9                | 10               | 74               | -                | - | -                    | -                    | -                    |                      |                      |
| 1995-1996  | Merrimack College                | NCAA                 | 33  | 3                | 11               | 14               | 67               | -                | - | -                    | -                    | -                    |                      |                      |
| 1996-1997  | Roadrunners de Phoenix           | LIH                  | 66  | 6                | 5                | 11               | 187              | -                | - | -                    | -                    | -                    |                      |                      |
| 1996-1997  | Kings de Los Angeles             | LNH                  | 9   | 0                | 0                | 0                | 37               | -                | - | -                    | -                    | -                    |                      |                      |
| 1997-1998  | Canadiens de Fredericton         | LAH                  | 6   | 2                | 1                | 3                | 48               | -                | - | -                    | -                    | -                    |                      |                      |
| 1997-1998  | Kings de Los Angeles             | LNH                  | 62  | 4                | 4                | 8                | 150              | 3                | 0 | 1                    | 1                    | 8                    |                      |                      |
| 1998-1999  | Kings de Los Angeles             | LNH                  | 20  | 1                | 0                | 1                | 36               | -                | - | -                    | -                    | -                    |                      |                      |
| 1999-2000  | Kings de Los Angeles             | LNH                  | 46  | 0                | 5                | 5                | 125              | -                | - | -                    | -                    | -                    |                      |                      |
| 2000-2001  | Wild du Minnesota                | LNH                  | 20  | 1                | 1                | 2                | 19               | -                | - | -                    | -                    | -                    |                      |                      |
| 2000-2001  | Penguins de Pittsburgh           | LNH                  | 34  | 0                | 0                | 0                | 100              | -                | - | -                    | -                    | -                    |                      |                      |
| 2001-2002  | Wolf Pack de Hartford            | LAH                  | 3   | 0                | 0                | 0                | 11               | -                | - | -                    | -                    | -                    |                      |                      |
| 2001-2002  | Rangers de New York              | LNH                  | 54  | 2                | 1                | 3                | 144              | -                | - | -                    | -                    | -                    |                      |                      |
| 2002-2003  | Penguins de Pittsburgh           | LNH                  | 79  | 9                | 1                | 10               | 128              | -                | - | -                    | -                    | -                    |                      |                      |
| 2003-2004  | Penguins de Pittsburgh           | LNH                  | 49  | 1                | 2                | 3                | 85               | -                | - | -                    | -                    | -                    |                      |                      |
| 2004-2005  | Nottingham Panthers              | Crossover League     | 10  | 0                | 5                | 5                | 0                |                  |   |                      |                      |                      |                      |                      |
| 2004-2005  | Nottingham Panthers              | Challenge Cup        | 3   | 1                | 1                | 2                | 4                | -                | - | -                    | -                    | -                    |                      |                      |
| 2004-2005  | Nottingham Panthers              | EIHL                 | 28  | 5                | 6                | 11               | 22               |                  |   |                      |                      |                      |                      |                      |
| 2004-2005  | Avalanche d'Adelaide             | AIHL                 | 19  | 3                | 16               | 19               | 36               | -                | - | -                    | -                    | -                    |                      |                      |
| 2005-2006  | HC Alleghe                       | Serie A Master Round | 6   | 1                | 5                | 6                | 20               | -                | - | -                    | -                    | -                    |                      |                      |
| 2005-2006  | HC Alleghe                       | Serie A              | 42  | 7                | 8                | 15               | 84               | 4                | 1 | 0                    | 1                    | 10                   |                      |                      |
| 2006-2007  | Kangwon Land                     | Asia League          | 33  | 5                | 18               | 23               | 118              | 6                | 0 | 0                    | 0                    | 6                    |                      |                      |
| 2007-2008  | High1                            | Asia League          | 30  | 2                | 11               | 13               | 64               | 3                | 1 | 0                    | 1                    | 0                    |                      |                      |
| 2008-2009  | China Sharks                     | Asia League          | 36  | 1                | 10               | 11               | 56               | -                | - | -                    | -                    | -                    |                      |                      |
| 2009-2010  | CSK VVS Samara                   | Vyschaïa liga        | 10  | 2                | 1                | 3                | 6                | -                | - | -                    | -                    | -                    |                      |                      |
| Totaux LNH | Totaux LNH                       | Totaux LNH           | 373 | 18               | 14               | 32               | 824              | 3                | 0 | 1                    | 1                    | 8                    |                      |                      |

### Transaction en carrière
- 23 mai 1996. Signe un contrat en tant qu'agent-libre avec les Kings de Los Angeles.
- 23 juin 2000. Réclamé par le Wild du Minnesota des Kings de Los Angeles lors du Repêchage d'expansion de la LNH 2000.
- 13 janvier 2001. Échangé aux Penguins de Pittsburgh par le Wild du Minnesota pour Roman Simicek.
- 28 août 2001. Signe un contrat en tant qu'agent-libre avec les Rangers de New York.
- 12 juillet 2002. Signe un contrat en tant qu'agent-libre avec les Penguins de Pittsburgh.

## Carrière d'entraîneur
McKenna est nommé en août 2006, entraîneur de l'équipe d'Australie de hockey sur glace. En effet, au cours de son séjour dans l'équipe d'Adélaïde, McKenna est tombé amoureux de la vie en Australie.